# Juignettes
Juignettes é uma comuna francesa na região administrativa da Normandia, no departamento de Eure. Estende-se por uma área de 13,1 km². Em 2010 a comuna tinha 229 habitantes (densidade: 17,5 hab./km²).